# Guillaume II de Berg
Guillaume II de Juliers, né en 1338, mort le 25 juin 1408, fut duc de Berg de 1389 à 1408. Il est le fils de Gérard VI, duc de Juliers associé à son père, et de Marguerite de Ravensberg, duchesse de Berg.
La mort prématurée de son père fait que le duché de Juliers passe à son oncle Guillaume VI. Ce n'est qu'en 1423, à l'extinction en lignée masculine de la descendance de Guillaume VI, que le duché de Juliers revient aux descendants de Guillaume II.
Cependant, Guillaume II hérite des domaines de mère, qui sont constitué du duché de Berg et du comté de Ravensberg. 

## Mariage et descendance
Guillaume épousa en 1363 Anne du Palatinat (de) (1346 † 1415), fille de Robert II, comte palatin du Rhin et de Béatrice de Sicile. De leur union naissent :
- Béatrice (1360 † 1395), mariée en 1385 à Robert Ier de Wittelsbach (1309 † 1390), comte palatin du Rhin, alors âgé de 75 ans ;
- Marguerite (1364 † 1442), mariée en 1379 à Othon Ier de Brunswick-Göttingen ;
- Robert († 1394), évêque de Passau et de Paderborn ;
- Adolphe († 1437), comte de Juliers (Adolphe Ier) et de Berg (Adolphe VII) ;
- Guillaume de Juliers (1382 † 1428), marié à Adélaïde de Tecklenbourg et père de Gérard († 1475), duc de Berg (Gérard Ier) et de Juliers (Gérard VII) ;
- Gérard († 1435), prêtre à Cologne.